# Gautzsch

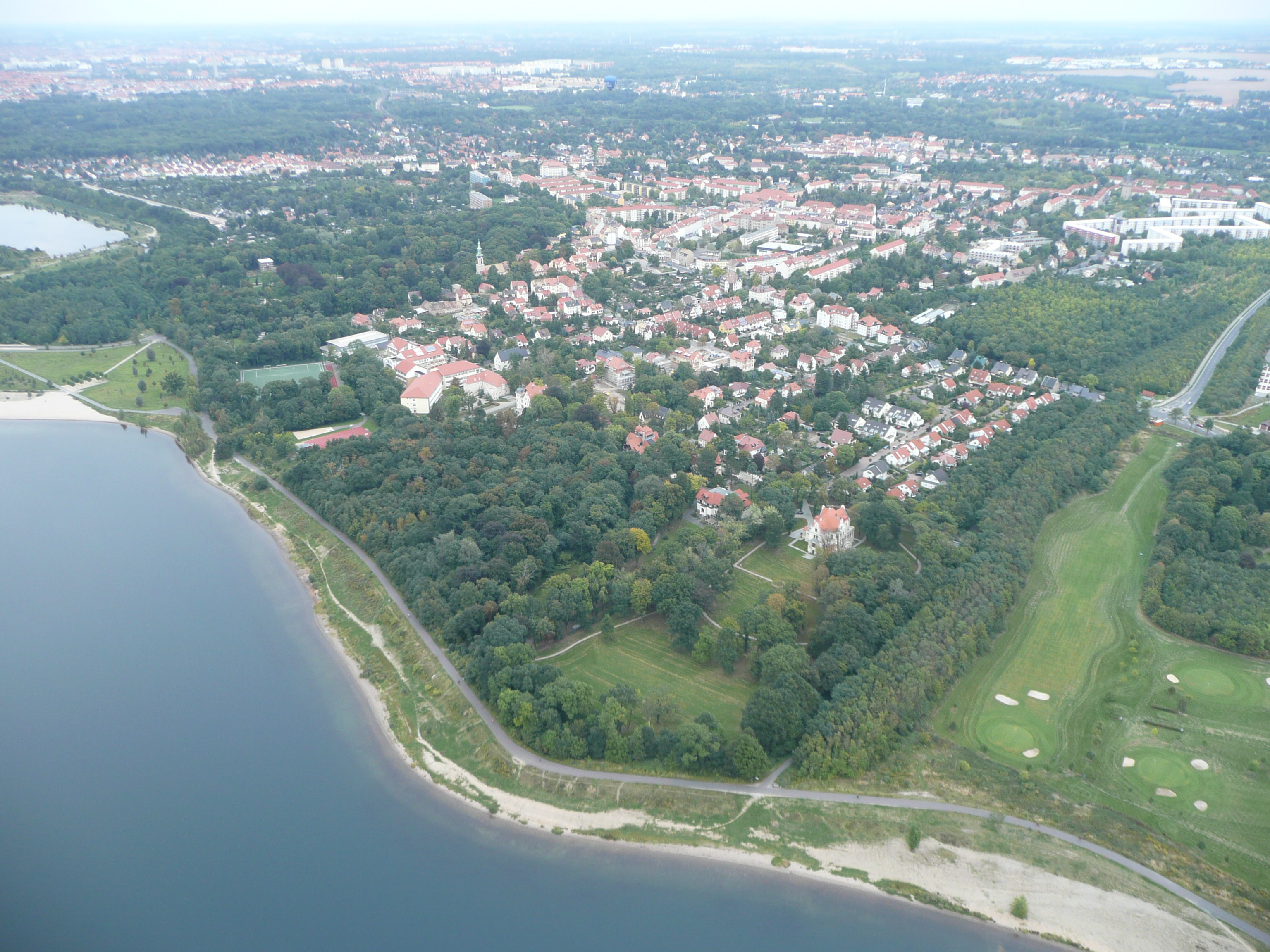
Luftaufnahme von Gautzsch

Gautzsch ist ein Ortsteil der Stadt Markkleeberg im Landkreis Leipzig, südlich angrenzend an das Stadtgebiet von Leipzig. Nach der Gründung der Stadt Markkleeberg im Jahre 1934 wurde der Ort meist nur noch als Markkleeberg-West bezeichnet.

## Geschichte

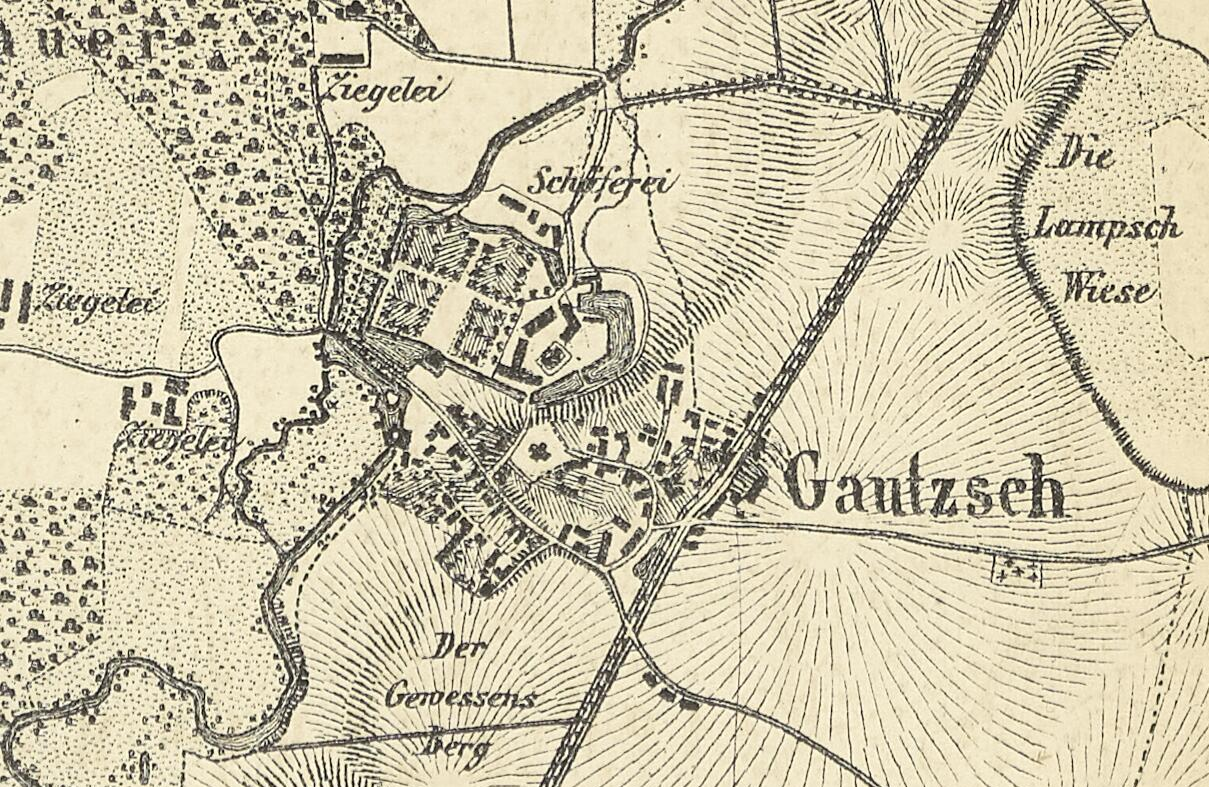
Gautzsch auf einer Karte von 1863

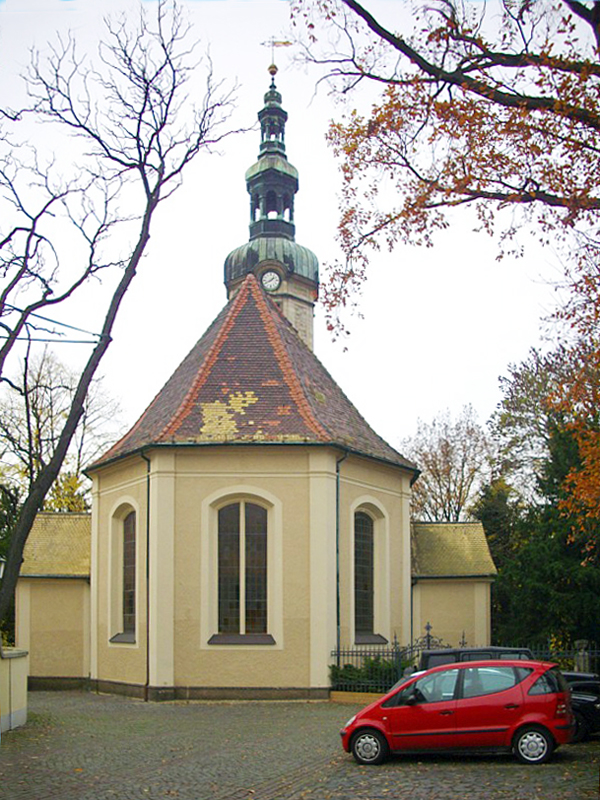
Martin-Luther-Kirche

Gautzsch wurde um 961 erstmals erwähnt. Der Name deutet auf einen altsorbischen Ursprung hin. Eng einhergehend ist die Existenz des benachbarten Dorfes Oetzsch, das heute ebenfalls zu Markkleeberg gehört. Gautzsch hatte mehrere Eigentümer, die mächtigsten waren die von Pflugk, Gehofen und Dieskau. 1713 wurde der Besitz von dem Leipziger Kaufmann und Ratsherrn Wolfgang Jöcher gekauft. Er ließ Herrensitz, Dorf und Kirche größtenteils neu errichten.
Gautzsch lag bis 1856 im kursächsischen bzw. königlich-sächsischen Kreisamt Leipzig. Ab 1856 gehörte der Ort zum Gerichtsamt Leipzig II und ab 1875 zur Amtshauptmannschaft Leipzig. 1861 wurde das Gut Gautzsch von der Familie Kees aus Zöbigker erworben, die es im Stil des Neobarock umgestalteten. Aus dieser Zeit stammt der Kees’sche Park neben der Martin-Luther-Kirche, in dem sich auch das Adlertor befindet. Um die Jahrhundertwende entstanden in Gautzsch größere Industriebetriebe, u. a. die Schokoladenfabrik Riquet,  und eine Villenkolonie. Auf dem Eulenberg war ein neues Stadtzentrum geplant. Zu Gautzsch gehörten im 19. Jahrhundert auch das Gut Lauer und die Siedlung Cospuden. Das Gut Lauer kam 1920 zu Knauthain und mit diesem 1936 zur Stadt Leipzig.
Am 1. Januar 1934 wurde das größere Gautzsch mit Oetzsch-Markkleeberg zur Stadt Markkleeberg vereinigt. Dabei wurde aufgrund des slawischen Namensursprunges der beiden Orte der Vorzug dem weitaus kleineren Markkleeberg gegeben. Aus Gautzsch wurde in dem Zuge „Markkleeberg-West“. Mit Gautzsch wurde auch die zum Ort gehörige Siedlung Cospuden nach Markkleeberg eingemeindet. Gut Lauer und Cospuden wurden in Folge des Braunkohleabbaus in der Region in den 1970er/80er Jahren durch den Tagebau Cospuden überbaggert, der dadurch entstandene Cospudener See und die ehemalige Kiesgrube Waldsee Lauer, bewahren die Namen.

## Sehenswürdigkeiten

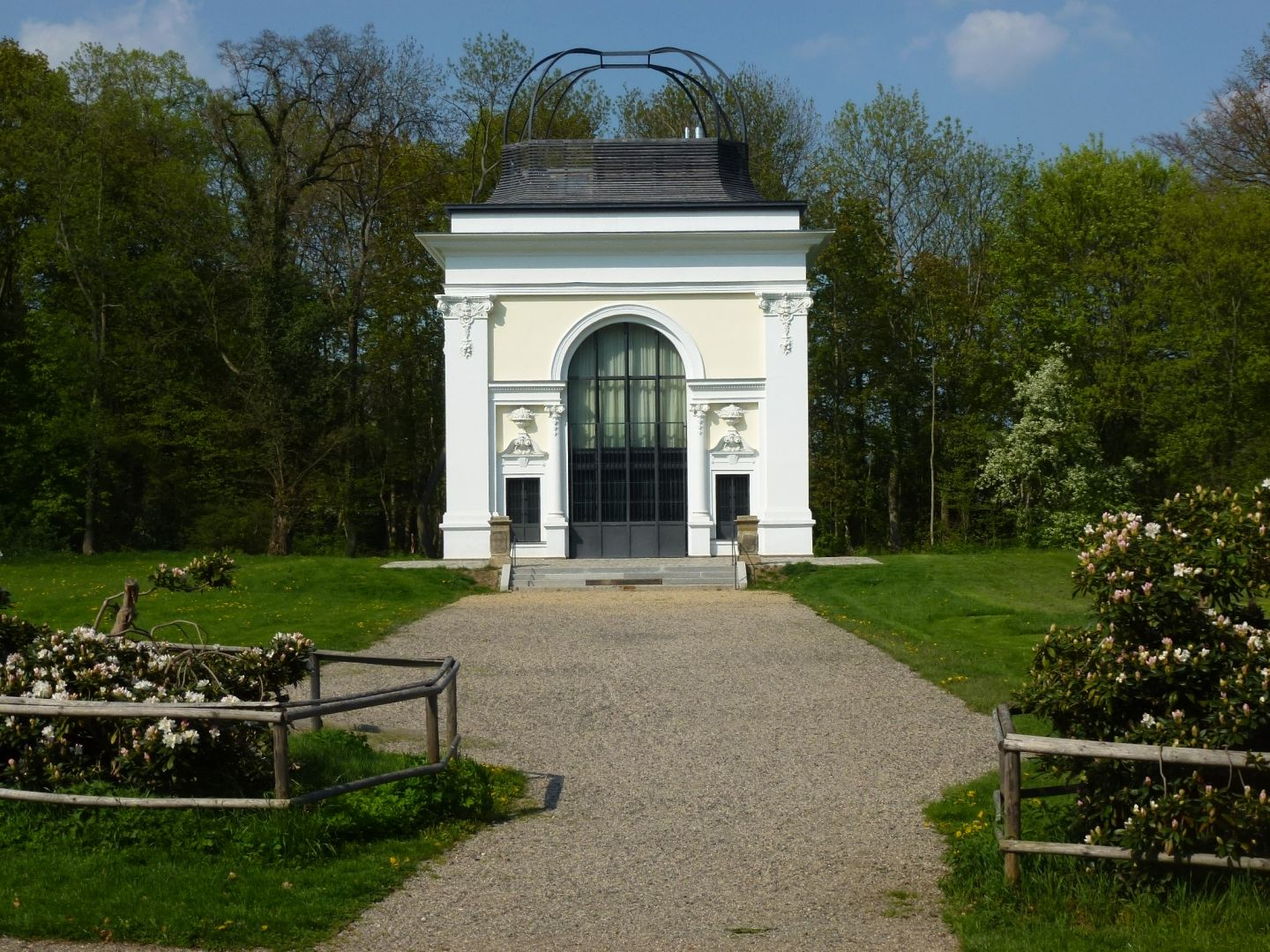
Pavillon im Kees’schen Park

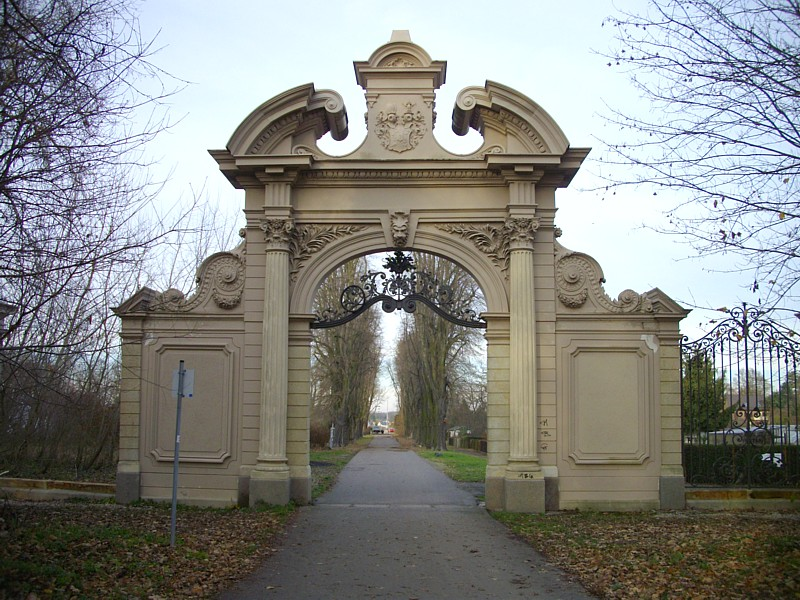
Adlertor im Kees’schen Park

- Martin-Luther-Kirche (dieser Name erst seit 1934), 1717 vom sächsischen Landbaumeister David Schatz im Auftrag des Leipziger Kaufmanns und Ratsherrn Wolfgang Jöcher errichtet. An der Außenwand sowie im Innern befinden sich zahlreiche wertvolle Epitaphien aus dem 16. bis 18. Jahrhundert. Der Innenraum wurde im Barock gestaltet und beherbergt einen Kanzelaltar aus dieser Zeit. 1903 teilweise im Neobarock umgestaltet. Neubau des Turms ebenfalls 1903 durch Julius Zeißig.
- Altes Kantorat, neben der Kirche, Fachwerkhaus
- Kees’scher Park, auf dem Gelände einer ehemaligen Wasserburg, mit ausgedehnten Grünanlagen und historischen Bauten.
- Adlertor, Eingangstor in den Kees’schen Park, in neobarockem Stil

## Wirtschaft und Infrastruktur

### Verkehr

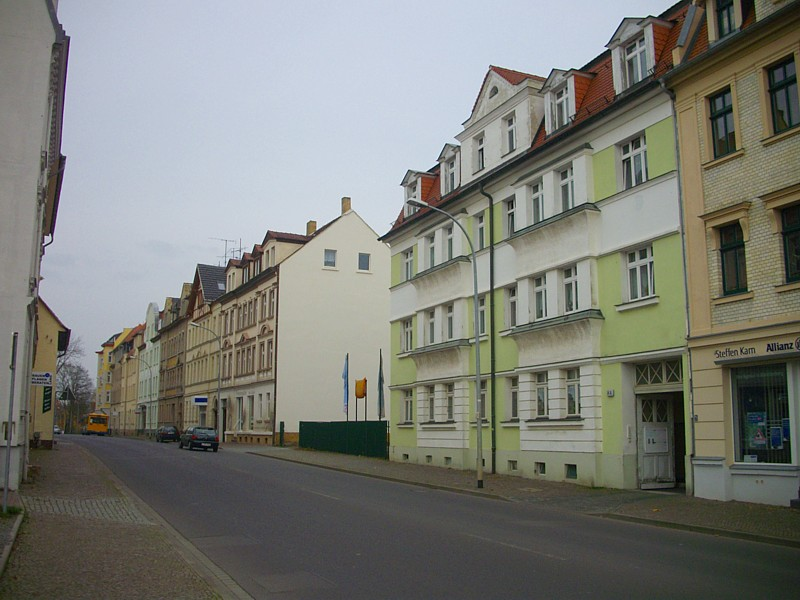
Koburger Straße in Gautzsch

Die Endhaltestelle der Buslinie 70 Markkleeberg-West befindet sich in Gautzsch am Theodor-Körner-Platz. Bis 2015 verkehrte hier die Straßenbahnlinie 9, deren Betrieb eingestellt wurde.
Die Koburger Straße verbindet Gautzsch als überörtliche Verkehrsstraße mit der B 2 und damit dem Leipziger Stadtteil Connewitz und dem Zentrum von Leipzig.
Ebenfalls über die B 2 ist in wenigen Kilometern die A 38 über die Anschlussstelle Leipzig-Süd zu erreichen. Damit ist auch das Leipziger Neuseenland mit seiner Rekultivierungslandschaft nur eine kurze Fahrtzeit entfernt.

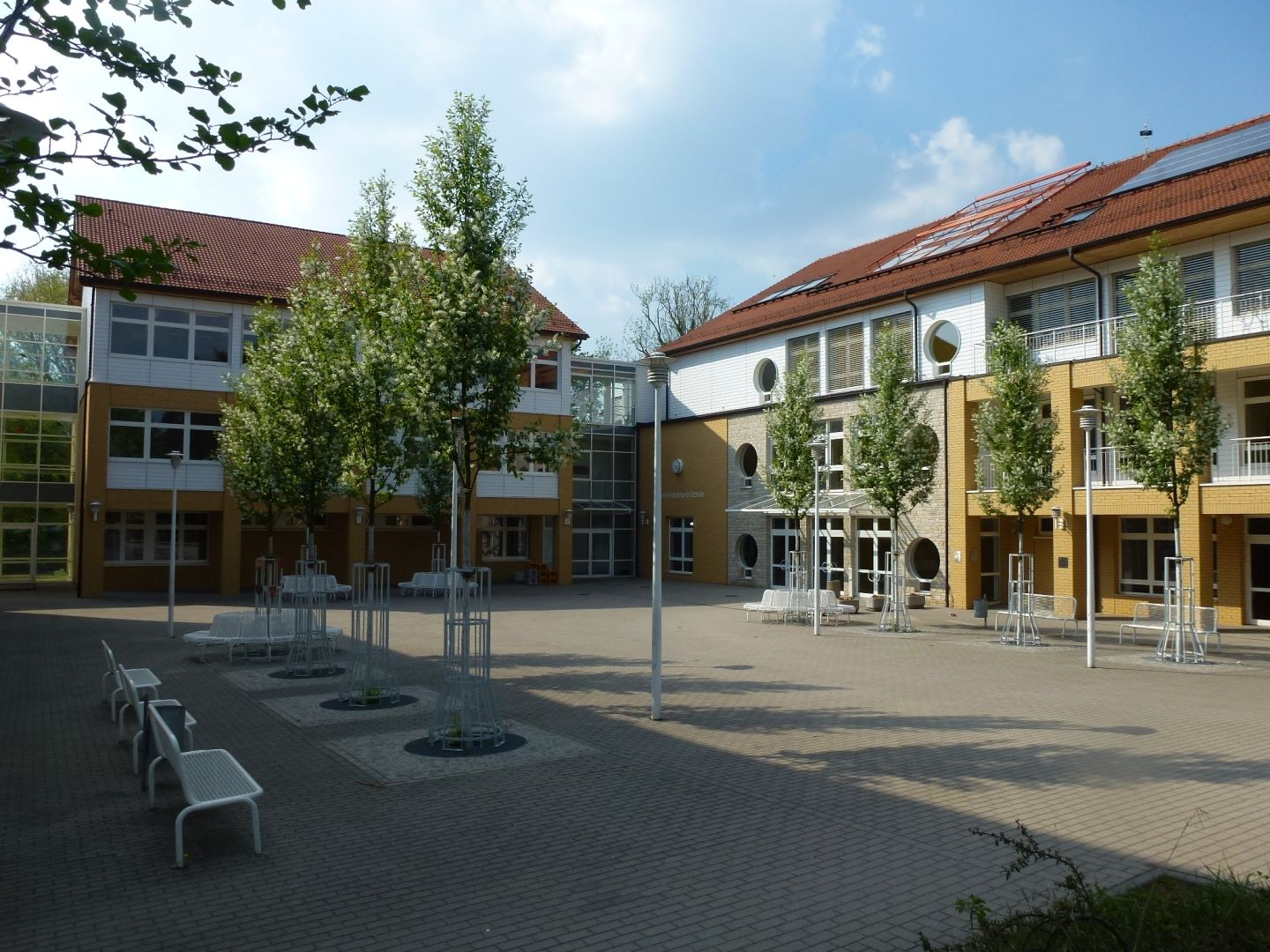
Rudolf-Hildebrand-Schule

### Bildung
In Gautzsch gibt es mehrere Schulen, von der Grundschule über die Oberschule bis zum Gymnasium. Für die Erwachsenenbildung sorgt seit 2002 eine eigene Geschäftsstelle der Volkshochschule Leipziger Land.

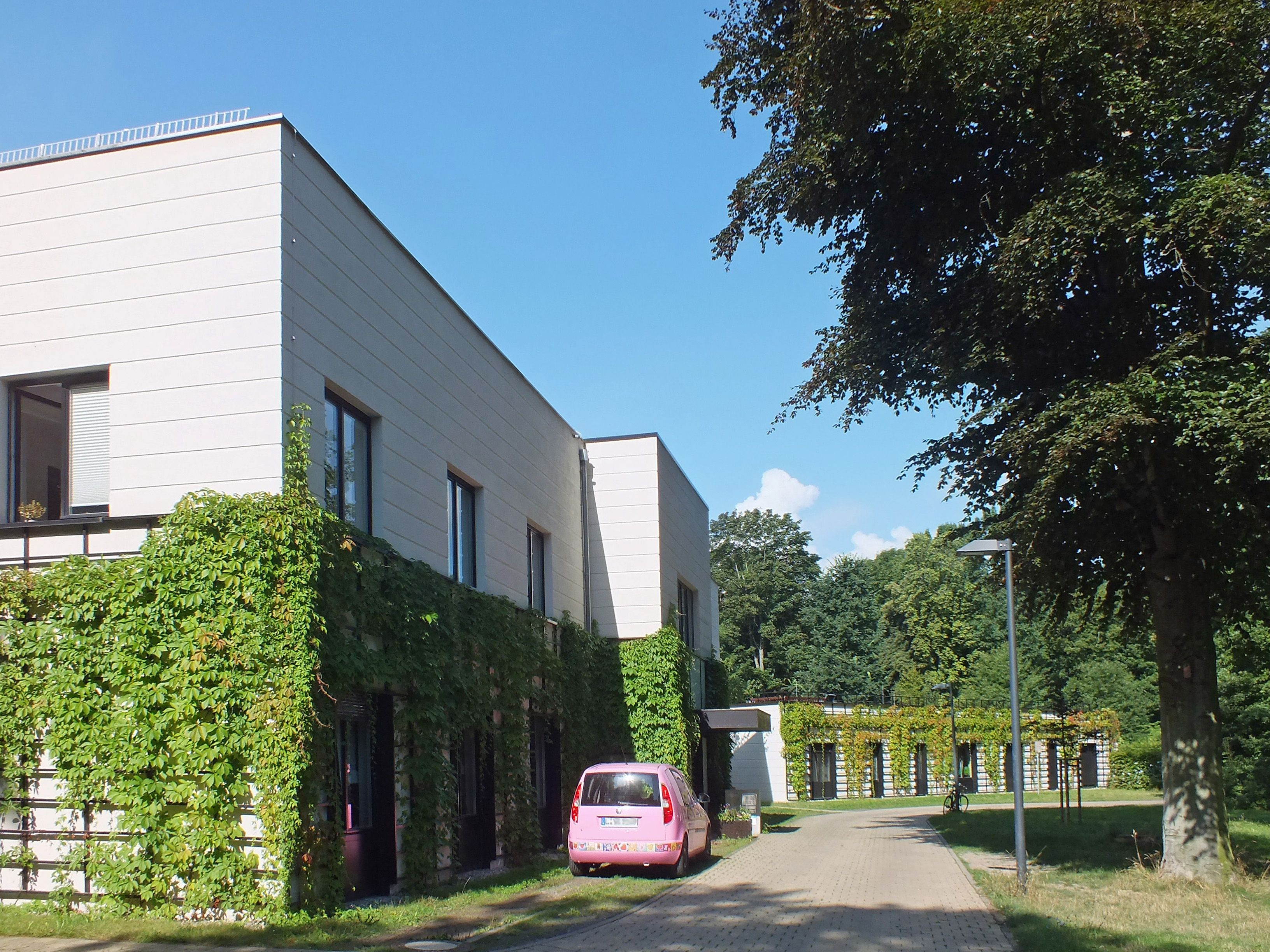
Kinderhospiz

### Hospiz
Das Kinderhospiz Bärenherz befindet sich auf dem Gelände des Kees’schen Parks.

## Sonstiges
Unmittelbar angrenzend befindet sich der touristisch attraktive Cospudener See mit dem Leipziger Strand, auch Nordstrand genannt. Hier wurde feiner Sand aufgeschüttet, und ein Rundweg führt am Ufer entlang. In der Saison haben viele Buden geöffnet. Der Markkleeberger See ist von Gautzsch aus gut über Radwege zu erreichen. Beide sind durch Flutung von zwei Tagebauen entstanden.
Nördlich des Cospudener Sees befindet sich der Landschaftspark Cospuden mit dem Waldsee Lauer und dem Floßgraben, der den Cospudener See mit den Leipziger Flüssen verbindet, sowie der Wildpark Leipzig, ein beliebtes Naherholungsgebiet für Leipzig und Umgebung.

## Persönlichkeiten
- Albertine Zehme (1857–1946), Schauspielerin und Rezitaturin, ehemals wohnhaft in Gautzsch[3]
- Walter Kopp (1875–1953), Kunst- und Landschaftsmaler (Münchner Schule), vorwiegend Leipziger Tieflandsbucht
- Moritz Willy Stolle (1896–nach 1966), Lehrer, Heimatforscher und Schriftsteller
- Irene Seligo (1904–1988), Journalistin und Autorin, lebte und arbeitete seit den frühen 1940er Jahren in Portugal
- Fritz Angermann (1906–1944), Konzert- und Opernsänger, Mitglied der Kardosch-Sänger
- Martin Kießig (1907–1994), Pädagoge, Germanist, Literaturkritiker, Autor und Publizist
- Wilhelm Franz (1909–1933), Kaufmann und KPD-Funktionär
- Alfred Heuß (1909–1995), Althistoriker
- Fritz Funke (1920–2018), Buchwissenschaftler, Schriftsteller und Grafiker
- Hans Moritz (1926–2017), Theologe, Hochschullehrer für Religionssoziologie